# Tachina majae
Tachina majae är en tvåvingeart som beskrevs av Zimin 1935. Tachina majae ingår i släktet Tachina och familjen parasitflugor. Inga underarter finns listade i Catalogue of Life.